# 山東泰山足球倶楽部の年度別成績一覧
山東泰山足球倶楽部の年度別成績一覧（さんとうたいさんそっきゅうくらぶのねんどべつせいせきいちらん）では、山東泰山足球倶楽部の各年度ごとの成績を詳述する。

## 国際試合

### 公式戦（ACL他）
| 開催年 | 月日     | 大会名                     | 対戦相手                     | 開催スタジアム                     | 結果            |
| ------ | -------- | -------------------------- | ---------------------------- | ---------------------------------- | --------------- |
| 2016年 | 02月02日 | ACL2016 予選2回戦          | モフン・バガン               | 済南オリンピックスポーツセンター   | ○ 6-0           |
| 2016年 | 02月09日 | ACL2016 プレーオフラウンド | アデレード・ユナイテッド     | ハインドマーシュ・スタジアム       | ○ 2-1           |
| 2016年 | 02月23日 | ACL2016 グループリーグ     | サンフレッチェ広島           | 広島広域公園陸上競技場             | ○ 2-1           |
| 2016年 | 03月01日 | ACL2016 グループリーグ     | ブリーラム・ユナイテッド     | 済南オリンピックスポーツセンター   | ○ 3-0           |
| 2016年 | 03月16日 | ACL2016 グループリーグ     | FCソウル                     | 済南オリンピックスポーツセンター   | ● 1-4           |
| 2016年 | 04月05日 | ACL2016 グループリーグ     | FCソウル                     | ソウルワールドカップ競技場         | △ 0-0           |
| 2016年 | 04月20日 | ACL2016 グループリーグ     | サンフレッチェ広島           | 済南オリンピックスポーツセンター   | ○ 1-0           |
| 2016年 | 05月04日 | ACL2016 グループリーグ     | ブリーラム・ユナイテッド     | ブリーラム・スタジアム             | △ 0-0           |
| 2016年 | 05月18日 | ACL2016 ラウンド16         | シドニーFC                   | 済南オリンピックスポーツセンター   | △ 1-1           |
| 2016年 | 05月25日 | ACL2016 ラウンド16         | シドニーFC                   | シドニー・フットボール・スタジアム | △ 2-2           |
| 2016年 | 08月24日 | ACL2016 準々決勝           | FCソウル                     | ソウルワールドカップ競技場         | ● 1-3           |
| 2016年 | 09月14日 | ACL2016 準々決勝           | FCソウル                     | 済南オリンピックスポーツセンター   | △ 1-1           |
| 2019年 | 02月19日 | ACL2019 プレーオフラウンド | ハノイFC                     | 済南オリンピックスポーツセンター   | ○ 4-1           |
| 2019年 | 03月05日 | ACL2019 グループリーグ     | 慶南FC                       | 昌原サッカーセンター               | △ 2-2           |
| 2019年 | 03月12日 | ACL2019 グループリーグ     | 鹿島アントラーズ             | 済南オリンピックスポーツセンター   | △ 2-2           |
| 2019年 | 04月09日 | ACL2019 グループリーグ     | ジョホール・ダルル・タクジム | 済南オリンピックスポーツセンター   | ○ 2-1           |
| 2019年 | 04月24日 | ACL2019 グループリーグ     | ジョホール・ダルル・タクジム | ラルキン・スタジアム               | ○ 1-0           |
| 2019年 | 05月08日 | ACL2019 グループリーグ     | 慶南FC                       | 済南オリンピックスポーツセンター   | ○ 2-1           |
| 2019年 | 05月22日 | ACL2019 グループリーグ     | 鹿島アントラーズ             | カシマサッカースタジアム           | ● 1-2           |
| 2019年 | 06月18日 | ACL2019 ラウンド16         | 広州恒大                     | 天河体育中心体育場                 | ● 1-2           |
| 2019年 | 06月25日 | ACL2019 ラウンド16         | 広州恒大                     | 済南オリンピックスポーツセンター   | ○ 3-2 ● (PK5-6) |